# 馮天薇
馮天薇（簡体字：冯天薇、フォン・ティエンウェイ、Feng Tianwei、1986年8月31日 - ）は、シンガポールの女子卓球選手。北京・ロンドンオリンピック卓球競技メダリスト。

## 経歴

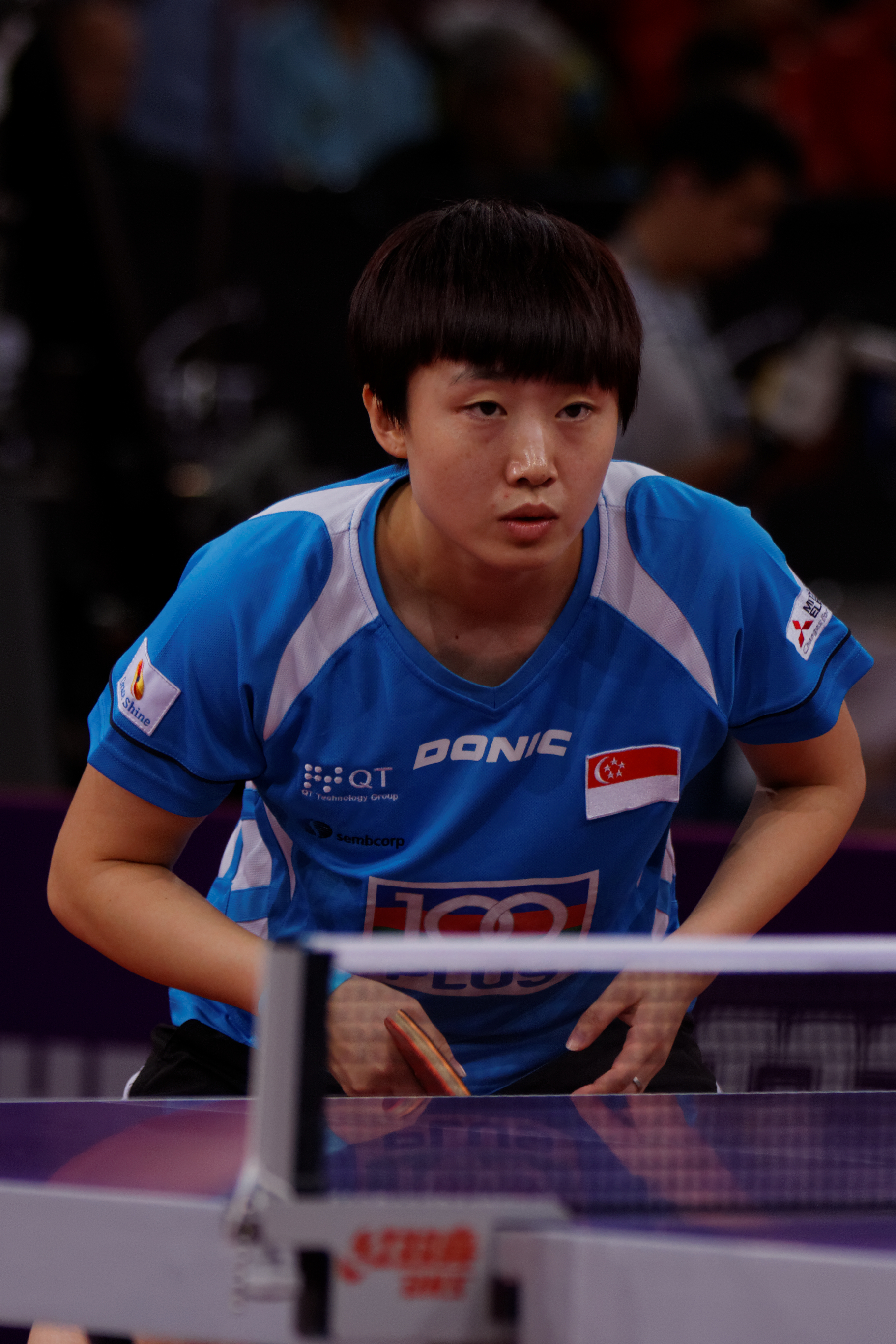
第52回世界卓球選手権個人戦

1986年8月31日、中華人民共和国黒龍江省ハルビン市で、穀物倉で働く父とデパート従業員の母との間に一人娘として生まれた。両親は貧しかったが生活費を切り詰めて彼女に卓球を学ばせた。父は多発性硬化症を患っていて、母はそれを彼女には隠していたが、2002年に亡くなった。その20日後、中国のジュニア全国大会で優勝した。
2003年より3年間、中国代表チームに所属したが、心筋炎をわずらいチームを去った。
2005年に日本卓球リーグのサンリツでプレーした。
2007年、シンガポールのForeign Sports Talent Schemeにより同国に渡り、シンガポール国籍を得た。
2008年、北京オリンピック団体戦で、銀メダルを獲得。シンガポールにとってイギリス領だった1960年ローマオリンピック重量挙げでの銀メダル以来48年ぶり、1965年の独立以降では初のメダルである。この年から中国のリーグの中国スーパーリーグでもプレーした（2013年まで、その後2016年に再び中国スーパーリーグでプレー）。
2010年、モスクワで行われた第50回世界卓球選手権団体戦決勝では、同大会8連覇中だった中国の、劉詩雯（当時世界ランク1位）と丁寧（同4位）を破ってシンガポールを初優勝に導いた。
2012年、ロンドンオリンピックのシングルス3位決定戦で、日本の石川佳純を破り銅メダルを獲得。団体戦でも3位決定戦で、韓国を破り銅メダルを獲得。
2016年、リオデジャネイロオリンピックではシングルスと団体に出場、シングルスでは準々決勝で福原愛にストレート負け、団体では準決勝で中国に敗れ、3位決定戦では日本に敗れた。
2018年10月、同年開幕の新リーグ・Tリーグの日本ペイントマレッツに入団

## 成績
※最高成績

### 女子シングルス
- オリンピック 3位（2012）
- 世界選手権 ベスト8（2009、2011、2013、2015、2017）
- ワールドカップ 3位（2008、2013、2016、2019）
- アジア選手権 3位（2015）
- アジア大会 3位（2014）
- アジアカップ 優勝（2015）
- ITTFワールドツアー・グランドファイナル 優勝（2010）

### 女子ダブルス
- 世界選手権 3位（2013、2015、2017）
- アジア選手権 3位（2009）
- ITTFワールドツアー・グランドファイナル 優勝（2012）

### 女子団体
- オリンピック 準優勝（2008）
- 世界選手権 優勝（2010）
- ワールドカップ 準優勝（2009、2010）
- アジア選手権 準優勝（2019、2011）
- アジア大会 準優勝（2010）